# 大原敬子
大原 敬子（おおはら けいこ）は、日本の幼児教育研究者で、「大原敬子の遊育会」代表である。

## 大原式 幼児教育
『子どもはみんな天才だ！』『自然は知恵の宝庫』を提唱する大原とめの五感教育を基盤とする。大原式は机上の学習ではなく、生きた実践学、無形から有形を作り出す知恵の学習、を伝える。
大原式は、中国で「有名な日本の生活教育家。日本のみならずアジア全域で大原敬子幼児教室は、長い間、『育児問題、家族問題を解決する』として、日本と他のアジア諸国の数十万人に有名。」、韓国で「大原敬子は母子間のコミュニケーション五感教育による才能啓発を追求していたおばあちゃん大原とめ夫人の理念を奉じ、大原とめ研究会代表として幼児教育実践に力を入れている。長い間ニッポン放送電話人生相談で歩んできたが、現在は『女子大学講座』で人気を得ている。」、台湾で「祖母大原とめの哲学継承。母と子の追求。新しい教育の実践に取り組んでいる。教育、幼児教育、女性を刺激するために、五感とコミュニケーションする。彼女の本は、独自の主張をしているため、読者の心をつかんでいる」、とそれぞれ報じられる。

## 人物
ニッポン放送『テレフォン人生相談』のアドバイザーも約30年間務める。『テレフォン人生相談』では幼児に限定せず、依頼者の子供が成人の場合でも相談に応じる。
相談者に、厳しい言葉を投げ掛け叱ることもあるが、心情を慮って涙しながら優しく応援をする場合もある。相談者の言葉に現れない悩みの本質を、独特な切り口や深い洞察力で解く。相談者もアドバイスを受けて初めて「悩みの原因は全く別の部分にあった」と気付く事例が多い。
経歴を表す資料は少ないが、1970年7月に加瀬俊一夫妻とアメリカへ同行し、ニューヨークで『アメリカ・ファッション・デザイナー協議会 (CFDA)』創設者のエレノア・ランバートと出会う。Drapes, Color engineering を実践し、アメリカのファッションや広告業界で活躍するエレノアの「女性の生き方」に鮮烈な影響を受ける

## ラジオ出演
- ニッポン放送 『テレフォン人生相談』
- SBC信越放送 『情報わんさかGOGOワイド!らじ★カン』(水曜日、敬子と佳子の子育て相談)

## 講演会出演
- 2017年09月16日(土) 東京-日本外国特派員協会
- 2017年10月24日(火) 岩手-盛岡市民文化ホール
- 2017年11月04日(土) 静岡-SBS学苑・静岡校
- 2018年01月13日(土) 東京-日本外国特派員協会
- 2018年02月10日(土) 東京-日本外国特派員協会
- 2018年03月03日(土) 東京-日本外国特派員協会

## 翻訳書籍
- 『あなたに贈る希望の言葉』PHP研究所、1997年2月
- 『人生は100回でもやり直しがきく』PHP研究所、1999年4月
- 『バラク・オバマ　希望への道のり』PHP研究所、2009年6月
- 『ジョン・F・ケネディ　君らしく生きてみよう』PHP研究所、2011年11月
- 『마음을 놓는 그곳에 꽃이 핀다　삶이 아프다고 말하는 스무살에게（心を置く。そこに花が咲く。人生がつらいと言う二十歳に。）』
- 『부자가 되는 15가지 사소한 습관（お金持ちになる15のマイナー習慣）』
- 『당당한 나를 만드는 방법（堂々とした私を作る方法）』
- 『중요한 사람을 만나기 30분전에 읽는 책（大切な人に会う30分前に読む本）』
- 『말버릇이 성공을 좌우한다（口癖が成功を左右する）』、알라딘（アラジン社）
- 『말버릇이 성공을 좌우한다（口癖が成功を左右する）』、인터파크도서（インターパーク図書）
- 『말버릇이 성공을 좌우한다（口癖が成功を左右する）』、반디앤루니스（バンディエンルニス）
- 『나는 왜 똑같은 고민만 되풀이하는가（私はなぜ同じ悩みだけ繰り返すか）』
- 『내가 사랑하는 사람 나를 사랑하는（私の愛する人、私を愛する）』
- 『행운을 부르는 여자의 습관（幸運を呼ぶ女性の習慣）』
- 『藏在习惯里的成长密码（子どもの成長は生活習慣に隠されている）』
- 『心靈急救箱（心の救急箱）』
- 『開發孩子智力的遊戯（子どもの知恵を育む遊び）』
- 『讓他愛上妳的幸福美人書（彼に愛される幸せ美人の書）』
- 『體貼，就這麼簡單：創造奇蹟的神祕種籽（考えてみてください、それはとてもシンプルです：神秘的な奇跡を創造する）』

## 単著
- 『ハローキティとふくろうはかせのちえくらべ』サンリオ
- 『キキとララのちえあそび』サンリオ
- 『一流小中学校入試全員合格させた秘密の方法』主婦と生活社（21世紀ブックス）、1987年7月。
- 『大原式・子供の能力の伸ばし方』PHP研究所、1989年11月。
- 『大原式遊育ごっこ』小学館、1990年3月。
- 『お母さんに教える子育て上手の秘密』PHP研究所、1992年4月。
- 『子どもは「手先」で考える』PHP研究所、1995年11月。
- 『晩年の美学 : 「残灯期」の愉しみを語ろう』加瀬 俊一, 大原 敬子（主婦と生活社、1995年）
- 『大事な人に会う30分前に読む本』ベストセラーズ、1997年3月。
- 『どうしても愛されたいとき読む本』ニッポン放送プロジェクト、1997年9月。
- 『心のマナーであなたは愛される』ベストセラーズ、1997年12月。
- 『こんな小さなことで愛される77のマナー』PHP研究所、1998年2月。
- 『あきらめかけた幸せを絶対につかむ本』PHP研究所、1998年4月。
- 『愛される人の1分30秒レッスン』PHP研究所、1998年9月。
- 『大切な人の心をつかむ7つのルール』大和書房、1998年9月。
- 『スカーレット革命』ベストセラーズ、1998年11月。
- 『みるみる人間関係が良くなる相談の法則』扶桑社、1999年1月。
- 『もうちょっとで秀才児』主婦と生活社（21世紀ブックス）、1991年5月。
- 『終わらない愛を手にいれる』PHP研究所、1999年7月。
- 『大人になれない親たちへ』富山県親子安全会行事担当部会、1999年8月。
- 『必要な人になる！』大和書房、1999年9月。
- 『いまより少し、自分をつよくする！』大和書房、2000年6月。
- 『今日が、その日だ！』青春出版社、2000年7月。
- 『親と子どもをむすぶ奇跡の会話』大和書房、2000年9月。
- 『子どもの明日を幸せにする100年の知恵』PHP研究所、2001年2月。
- 『だいじょうぶ！』大和書房、2001年3月。
- 『「かしこいお母さん」になる本』PHP研究所（PHP文庫）、2001年6月。
- 『愛されるための心のマナー』ベストセラーズ（ワニ文庫）、2001年7月。
- 『今日、幸せになる！』大和書房、2001年7月。
- 『「今のままではイヤ」と思ったとき読む本』ダイヤモンド社、2001年7月。
- 『なぜか幸せになれる女の習慣』PHP研究所（PHP文庫）、2001年10月。
- 『ココロの救急箱』成甲書房、2002年2月。
- 『お金をかけずにお洒落に暮らす』PHP研究所、2002年3月。
- 『言葉のクセで人生が変わる』ダイヤモンド社、2002年7月。
- 『人生の財産をつくる！』大和書房、2002年10月。
- 『小学生ママの必修科目子どもを守る人づきあいあの手この手ワークブック』小学館、2002年10月。
- 『「信じられる自分」に気づく本』幻冬舎（幻冬舎文庫）、2003年2月。
- 『なぜかいいことが起こる70の習慣』PHP研究所、2004年12月。
- 『悩み・迷い・相談・解決の法則』幻冬舎（幻冬舎文庫）、2002年3月。
- 『八方”不”美人のすすめ』PHP研究所、2004年1月。
- 『大切な人との別れを癒す本』大和書房、2004年3月。
- 『 50代からの休みかた上手』ベストセラーズ、2005年3月。
- 『なぜか運を味方にする女の習慣』PHP研究所（PHP文庫）、2005年3月。
- 『学力は2歳から家庭で伸びる』PHP研究所、2005年6月。
- 『伸び悩んでいる子を劇的に飛躍させた秘密の方法』実業之日本社、2005年7月。
- 『なぜか人に好かれる77の習慣』PHP研究所、2005年9月。
- 『なぜか愛される美人の法則』PHP研究所、2006年1月。
- 『「一豊の妻」が教えてくれた幸せな生き方』ダイヤモンド社、2006年3月。
- 『幸せが舞いこむ魔法の言葉365』PHP研究所、2006年11月。
- 『一瞬の出逢いをチャンスに変える恋愛ルール』PHP研究所、2007年3月。
- 『全員合格させた秘密の受験術』成甲書房、2007年4月。
- 『すべての悩みを力に変える本』ぶんか社（ぶんか社文庫）、2007年5月。
- 『つよい自分を育てる方法』大和書房、2007年5月。
- 『開運おまじないbook』PHP研究所、2007年7月。
- 『泣きたくても泣けないのはなぜ？』PHP研究所、2007年9月。
- 『彼に「いちばん愛される女性」になる法則』PHP研究所、2008年8月。
- 『女性が元気になる「守護樹」占い』講談社、2008年8月。
- 『大人の恋のマナー』PHP研究所、2008年10月。
- 『嫁姑が幸せになれる100の知恵』、2014年1月。